# 日本の医学教育
日本の医学教育（にほんのいがくきょういく）では、日本における医学教育について述べる。

## 医学部
大学医学部または医科大学（医大）で提供される教育課程のことである。医学教育課程の修了により、医師国家試験の受験資格を得る。

### 入学試験

#### 一般試験
日本の医学部の入学試験においては、医学部専門の特別な試験は存在せず、高校までに学習する内容から出題される。近年は物理・化学を必修とする大学が多い。入学試験は難易度が高く、相当の学力が必要とされる。
面接試験は以前は行われない大学も存在したが、現在は全大学医学部で実施されている。近年面接試験が導入・再導入された大学の例として、東京大学（1999-2007年度および2018年度-）、九州大学（2020年度導入）などがある。
日本の私立大学医学部では、自治医科大学や産業医科大学を除き、高額の学費（2000万円～5000万円程度）が必要となることが多く、これを支払えるのは比較的裕福な層に限られており、医師を志す者全てに門戸が開かれておらず、富裕層の子弟しか医師になれない現状があった。
近年では医師不足を背景に、卒後一定期間県内で働くことを条件に、国公立医学部の他、私立医学部の学生に対しても一定の奨学金を貸与する自治体が多い。また、優秀な人材を集めるために学費を大幅に値下げした私立大学（順天堂大学など）も存在する。

#### 地域枠
また最近の地方の医師不足を補うため、日本でも地域出身者を優先的に入学させる制度が検討されている（地域枠）。

#### 学士編入
学士編入制度により学部卒業者を迎える大学が2022年時点で29校存在する。
この場合修業年数は5年か4年となる。多くは2年次編入であるが3年次編入を採用する大学もあり、修業年数は大学により異なる。

#### 不正入試
一部の大学において、女子や浪人生を不利に扱ったり、逆に特定の受験生を優遇したりするなどの不正入試が行われることもある。この問題は2018年に表面化し、厚生労働省や文部科学省が調査を実施した。その結果、10の大学医学部で不適切な入試が行われていたと判明した。

### 教育課程
医学部、歯学部、獣医学部、薬学部（以前は4年制であった）は6年制の教育課程である。これは上記の学部が、事実上専門職を養成する教育機関である状況や、旧制大学からの伝統（3年制の予科を経て、本科の通常学科は3年制、医学科等は5年制であった）などに起因している。
近年、カリキュラムが多様化してきており、ここでは標準的な教育課程を紹介する。
一般教養課程
多くは1・2年次であるが、この課程を1年に短縮して2年次から基礎医学課程を開始する大学や、一般教養・基礎医学・臨床医学を6年間で一貫して教育する大学もある。また、人間性豊かな医師の育成の一環として、一般教養の一部にコミュニケーション授業を導入する大学も増えつつある。病院・施設の見学や患者の介助を主体とした早期体験実習が行われるのもおおよそこの時期である。
基礎医学課程
2年次または3年次より解剖学や生理学を始めとした基礎医学系の課程に進む。この課程は、献体による人体解剖学実習から開始され、講義と実習を並行して行うことが多い。
臨床医学課程
一般的に、3年次または4年次から臨床医学系の課程に進む。内科学、外科学を始めとして、小児科学、産婦人科学、精神医学など、眼科学、整形外科学、放射線医学等すべての臨床医学を学習する。近年では旧来の分野区分通りではなく病院における診療科の臓器別・疾患別の統合と同様に、「内科学の講義」「外科学の講義」等と言ったセクションではなく「消化器系」や「循環器系」等と言った形になってきていることが多くなった。公衆衛生学や法医学等の社会医学も引き続き学習する。
共用試験 (CBT:Computer Based Testing、OSCE:Objective Structured Clinical Examination)
2005年より、全ての医学部、医科大学において大学間共通試験である「共用試験（CBT）」が実施されるようになった。これは、全国共通のシステムにより、臨床実習に進む前に必要な知識、技能、態度を備えているかどうかを評価するという意味合いがある。多くは、4年次の座学での臨床医学課程終了時期に、コンピューターによる学科試験が行われる。この試験は、文部科学省が定める医学教育モデル・コア・カリキュラム（通称：コアカリ）を学習目標とし、それに対応する評価である。また同時に「客観的臨床技能試験 (OSCE:Objective Structured Clinical Examination) という、診察などの実技試験も併せて行われている。一方、受験料は医師国家試験より高額である（共用試験受験料33000円であるのに対し医師国家試験料15300円）。
臨床実習課程
多くは5年次から1年～1年半程度、大学付属病院、あるいは市中病院などの院外施設で臨床実習を行う。ほぼ全ての診療科を少人数グループで一通り全て回る。俗に「ポリクリ」（ポリクリニック）や「クリクラ」「CCS」（クリニカル・クラークシップ）などと呼ばれる。
医師免許取得後の臨床研修病院選考（マッチング）
医師の臨床研修の2年間の義務化によって、医師となった後に、大学病院や一般病院等の臨床研修指定病院の中から、自分がどの病院で研修を受けるかを選択できる制度。6年次の夏頃までに、学生自ら希望の病院を訪れ、その病院の選考試験を受けるのは、いわゆる就職活動と類似しているが、臨床研修はあくまで医師法に定められた義務であるため、その研修先に漏れがないように、日本全国における病院と学生の希望順位を登録させ、コンピュータで一斉にマッチさせる仕組みとなっている。
一般に米国臨床研修病院選考制度の名称から「マッチング制度」と言われている。
卒業試験
最終学年である6年次において行われる。医学部では卒業試験の合格を以って卒業を認められ「学士（医学）」が送られる。この「学士（医学）」の取得が「医師国家試験」の受験資格となる。卒業によって授与される学位は「学士（医学）」であるが、医学を履修する大学院の博士課程（4年制の一貫制博士課程）には、そのまま進学が可能である。

## 免許制度

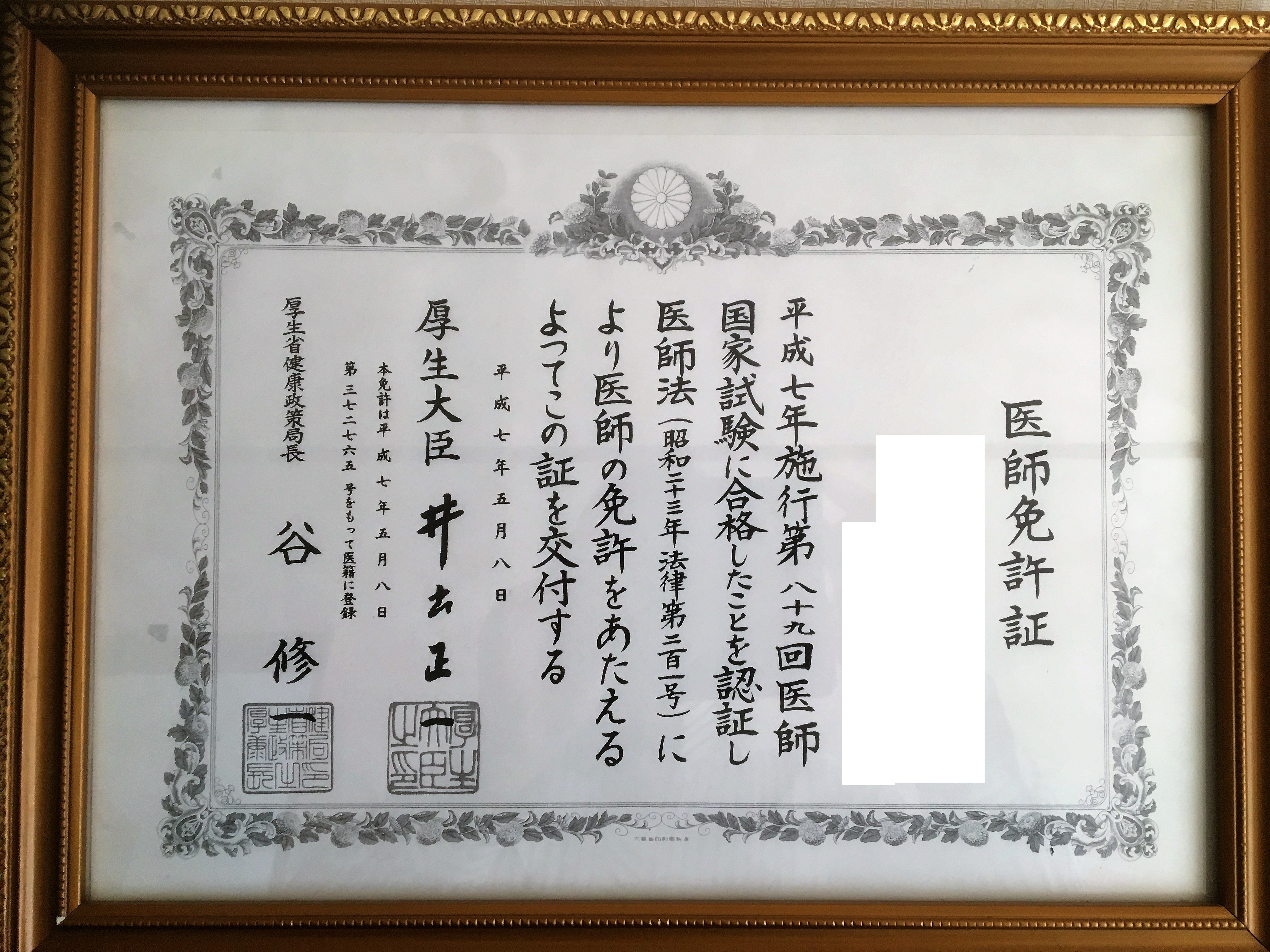
医師免許所（白黒コピー）

厚生労働省が管轄する医師国家試験は毎年2月に3日間かけて行われ、3月末に合格が発表される。マークシート方式で、必修問題（絶対評価、正答率が8割未満だと即不合格）、一般問題・臨床問題（相対評価）からなり、禁忌肢（4つ以上選択すると即不合格）もある。合格証明書とともに保健所に申請し厚生労働大臣より医師免許が交付される。

## 研修

### 臨床研修
一般に初期臨床研修、初期研修とも呼ばれている。一般にこの時期の医師を研修医とも呼ぶ。
医師法によって、2004年4月より、臨床に携わる医師は、医師免許取得後、それぞれ大学病院等の研修指定病院にて内科、外科、麻酔科、産婦人科、小児科、精神科、公衆衛生等という主要分野について2年間の臨床研修を受け、医師として必要な基本的で最低限の技能を学ぶことが義務付けられている。
臨床研修は、医師が、医師としての人格をかん養し、将来専門とする分野にかかわらず、医学及び医療の果たすべき社会的役割を認識しつつ、一般的な診療において頻繁に関わる負傷又は疾病に適切に対応できるよう、プライマリ・ケアの基本的な診療能力（態度・技能・知識）を身に付けることのできるものでなければならない。—厚生労働省 医師法第16条の2第1項に規定する臨床研修に関する省令 第2条
制度上において「臨床に携わる医師」とは医療保険による保険診療を行う医師のことで、基礎医学、社会医学系に進んでいく場合は特に必要とはならない。しかし、臨床医学を早期に義務付けることで、基礎医学・社会医学への進路を選ぶ者が減少している傾向に拍車がかかる懸念の声が関係者からは出ている。現実的に、医学部の基礎医学系の教授・准教授・講師・助教等のスタッフの割合において、「学士（医学）：M.D.」資格者が有意に減少してきている事実がある（「博士（医学）：Ph.D.」は他学部出身でも取得可能）。
研修医の待遇は2004年4月から導入された新臨床研修医制度で一定の収入が保証されるなど改善が図られたが、それ以前には様々な問題が存在した（インターンや関西医科大学研修医過労死事件を参照）。新臨床研修制度の導入後についても、2007年5月14日には研修医の4割が「過労死ライン」を超す時間外労働を強いられていると報道され、時間外手当を支給されているのは16.2％に過ぎず、「宿直は月4回以上」「当直明け後も勤務」という研修医も7割を超えていた。日本医療労働組合連合会は「新研修制度になっても、過酷な勤務は変わっていない」としている。2010年11月にも弘前市立病院で28歳の研修医が急性循環不全で過労死している。

### 専門研修
一般に後期臨床研修、後期研修とも呼ばれている。
臨床研修後は、自由に自分の専門としたい分野を選択し、大学病院や各病院等で専門領域について研修していく。大学院に進み学位取得を目指すことも多いが、近年では各専門分野の学会認定専門医取得を目指すことがほとんどである。
2018年4月に日本専門医機構による新専門医制度が発足。これにより2年間の初期臨床研修を修了した研修医は、19の基本領域の中から一つのプログラムを専攻し、3年以上の養成期間を経て専門医資格を取得。その後、専門性を特化する場合には受講した基本領域に関連するサブスペシャリティ領域（消化器、循環器、呼吸器、血液、小児外科など）から専門医を取得するという「二段階制」が採用されている。

### 問題点
1980年代
1980年代には学生を指導する医師の数は不足し、学生が実際の診療に参加していた大学もあったが、これはあくまで放任型実習であり、患者がその実習によって被害を受ける危険性があった。
1990年代
これを受け、1990年代には学生に患者を触れさせない見学型実習に変わったが、これでは目的が知識のみの習得に偏り、診察などの臨床技能を身につけることはほぼ不可能であった。
2000年代
2000年代にはクリニカルクラークシップが導入されるようになった。これは学生も医療チームの一員として、初診患者の問診、入院患者の診察及びカルテの記載、プレゼンテーション、処置・検査・手術などの介助を通して実際の診療を担当する参加型の実習である。